# Адамян, Ованес Абгарович
Оване́с Абга́рович Адамя́н (Ива́н Адамиан) (арм. Հովհաննես Աբգարի Ադամյան) (5 [17] февраля 1879, Баку — 12 сентября 1932, Ленинград) — армянский и советский изобретатель, инженер-электрик, один из изобретателей цветного телевидения и радиофототелеграфии.
Автор свыше 20 изобретений (главным образом в области телевидения и фототелеграфии) и системы фототелеграфии с использованием промежуточного клише.

## Биография

Родился в 1879 году в армянской семье купца первой гильдии. После окончания реального училища в 1897 году уехал за границу, учился в Берлинском университете, затем учился и работал в Швейцарии и Франции, затем снова в Берлине. В 1908 году запатентовал двуцветный аппарат для передачи сигналов («Приспособление для превращения местных колебаний светового пучка, отраженного от зеркала осциллографа, в колебания яркости трубки Гейслера», заявка на патент подана в 1907 году). Позже он получил аналогичные патенты в Великобритании, Франции и России (1910, «Приемник для изображений, электрически передаваемых с расстояний»). Аппарат представлял собой две газовые трубки (белую и красную), передававших сигналы соответствующего цвета.  Кроме того, аппарат не мог передавать движущиеся кадры. Большая часть документации и сам аппарат погибли во время бомбардировок Мюнхена в годы Второй мировой войны.

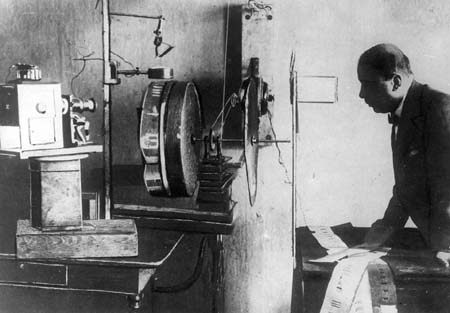
О. Адамян во время опыта с механической передачей цвета

В 1913 году Адамян вернулся в Россию и до своей смерти в 1932 году жил в Петрограде (Ленинграде). За это время он получил 21 патент, из которых два относились непосредственно к телевидению. В 1918 году он собрал первую в России установку, способную демонстрировать черно-белое изображение (статичные фигуры), что было большим шагом в развитии телевидения. В 1925 году получил патент на трёхцветную электромеханическую систему телевидения, то есть для устройства по передаче цветных изображений на расстояние при помощи диска с тремя сериями отверстий. При вращении диска три цвета сливались в единое изображение. Опытные передачи были продемонстрированы в том же году в Ереване. Аналогичная система за рубежом была продемонстрирована только в 1928 году в Великобритании Джоном Байрдом.
В 1924 году Адамян познакомился с двумя молодыми студентами высших учебных заведений Петрограда, на чью судьбу он оказал значительное влияние: 
- Атовмьян Арташес Эрвандович — студент физико-математического  факультета  ЛГУ ,
- Ви́ктор Амаза́спович Амбарцумя́н — студент физико-математического  факультета  педагогического  института  имени  А. И. Герцена.